# Verticordia gracilis
Verticordia gracilis är en myrtenväxtart som beskrevs av Alexander Segger George. Verticordia gracilis ingår i släktet Verticordia och familjen myrtenväxter. Inga underarter finns listade i Catalogue of Life.